# Telingstraat
De Telingstraat is een straat in het centrum van de Nederlandse stad Utrecht. Ze loopt met een lengte van zo'n 150 meter vanaf de Ganzenmarkt naar de Slachtstraat. Ze is aangelegd in 1580, na de Reformatie, over het voormalig kerkhof van het Minderbroederklooster. Anno 2013 bevinden zich vier monumenten in de straat.
Nummer 9 is een 17e-eeuws gemeentelijk monument, dat later voorzien is van een winkelpui in jugendstil.
Nummer 13, eveneens een 17e-eeuws gemeentelijk monument, is het geboortehuis van de kunstenaar Theo van Doesburg. Sinds 1984 is boekwinkel Savannah Bay gevestigd in het pand, een boekwinkel en ontmoetingspunt voor iedereen geïnteresseerd in literatuur en de thema's gender, diversiteit en LGBTIQIA+. Op 30 augustus 2019 werd hier een gedenksteen onthuld ter nagedachtenis aan Theo van Doesburg en zijn werk met daarop twee regels uit zijn gedicht "Nacht" uit 1906. Marischka Verbeek, beherend vennoot van Savannah Bay, was een van de initiatiefnemers.

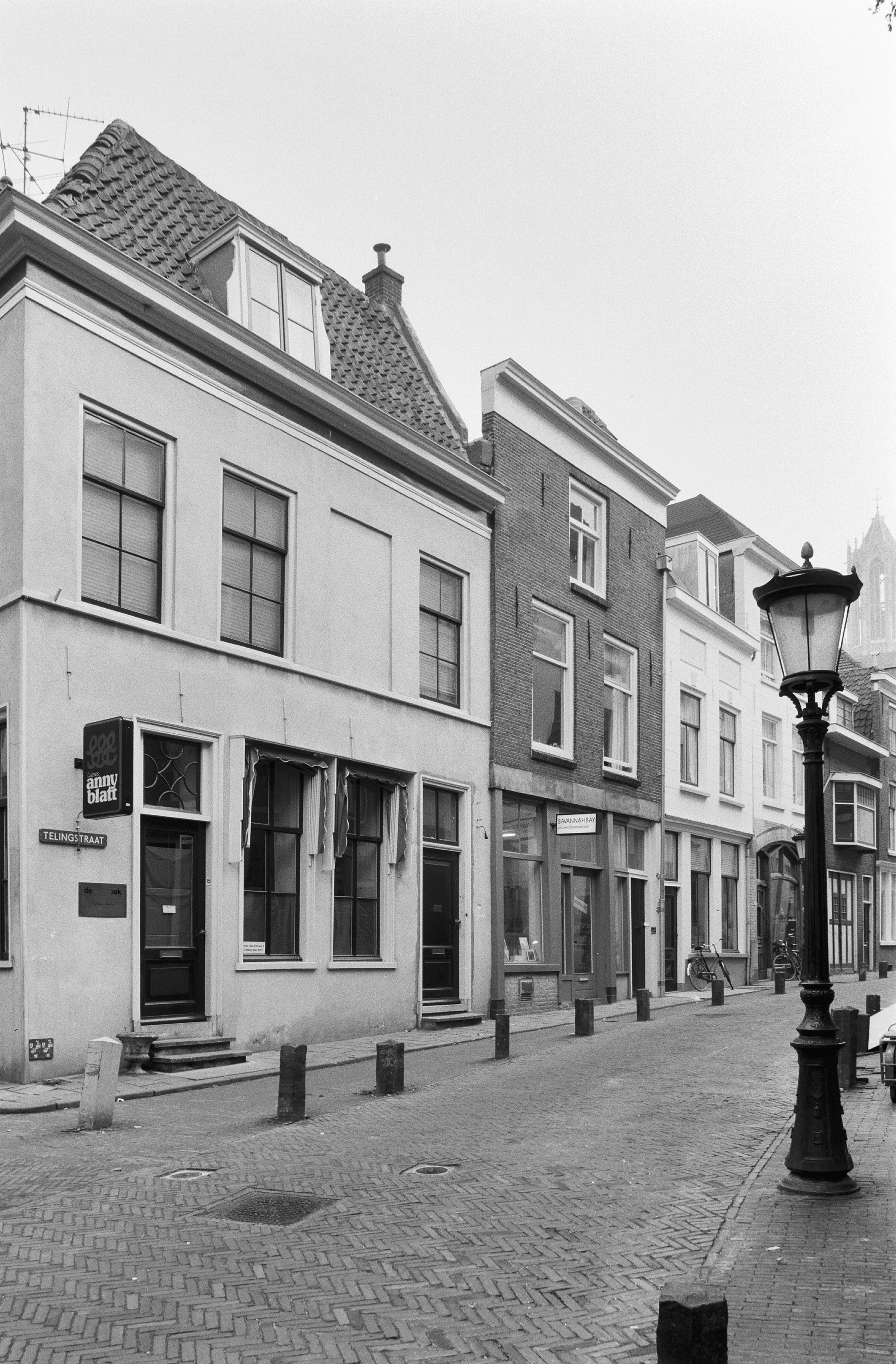
De Telingstraat in 1987
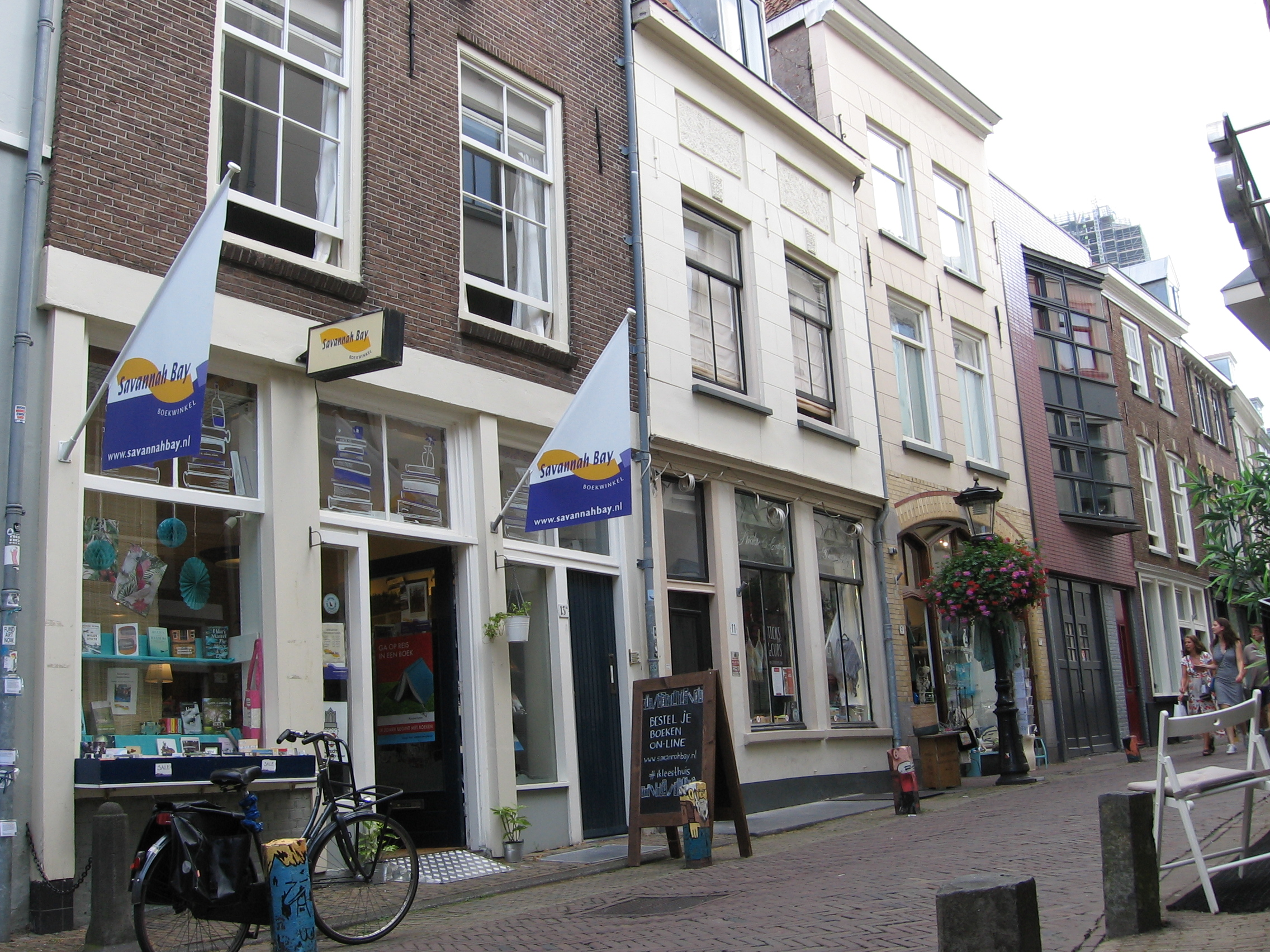
Savannah Bay, Telingstraat 13, augustus 2020
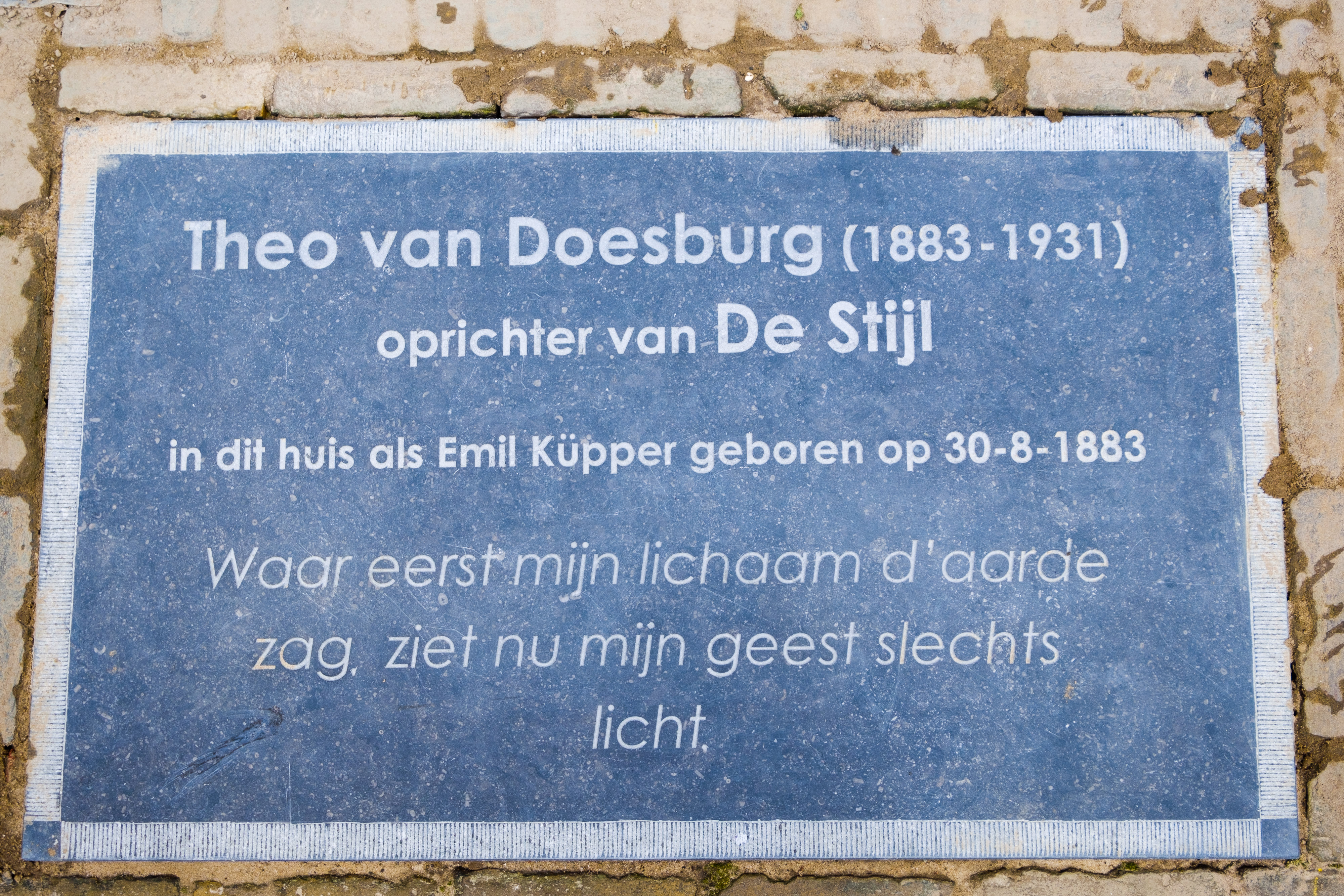
Van Doesburg-gedenksteen voor Telingstraat 13